# 35 (số)
35 (ba mươi lăm) là một số tự nhiên ngay sau 34 và ngay trước 36.